# Le Paradis perdu (Pierre Jean Jouve)
Cet article concerne le poème de Pierre Jean Jouve. Pour le poème de John Milton, voir Le Paradis perdu.
Pour les articles homonymes, voir Paradis perdu.
Le Paradis perdu est un grand poème de Pierre Jean Jouve publié initialement en 1929 aux Editions Bernard Grasset dans la collection "Les Cahiers Verts". Des rééditions marquantes ont eu lieu en 1938, 1942 et 1966.